# Roger Keyes
Roger John Brownlow Keyes (Fort Tundiani te Punjab, 4 oktober 1872 – Buckingham, 26 december 1945) was een Brits admiraal.

## Bij de marine
Als zoon van een militair uit een groot gezin ging hij op twaalfjarige leeftijd bij de Royal Navy. In 1890 nam hij deel aan expedities tegen slavenhandel in Oost-Afrika. Na wat omzwervingen over de wereld, vocht hij rond de eeuwwisseling bij de Bokseropstand. In 1905 moest hij getuigen over het Doggersbank-incident.

## Eerste Wereldoorlog
De Eerste Wereldoorlog begon hij als commandant van een aantal onderzeeboten op de Noordzee. Vervolgens was hij betrokken bij de Slag om Gallipoli. Aan het einde van de oorlog was hij betrokken bij de bestrijding van U-boten en bij de organisatie van de blokkades van Zeebrugge en Oostende. Zie hievoor: de Aanval op de haven van Zeebrugge, de eerste- en de tweede aanval op de haven van Oostende. Na de Eerste Wereldoorlog kreeg hij een eretitel en werd hij een baronet.

## Lagerhuis
Drie jaar nadat hij gestopt was bij de marine werd hij verkozen tot parlementslid van het Lagerhuis voor de Conservatieve Partij. Hij pleitte voor meer investeringen in de marine.

## Tweede Wereldoorlog
In de Tweede Wereldoorlog ging hij zich weer met marinezaken bemoeien, na de inval van nazi-Duitsland in Noorwegen. Hierna werd hij commandant van de commando's. Na de commando's verlaten te hebben, werd hij in zijn laatste levensjaren als Baron van Zeebrugge en Dover lid van het Hogerhuis.

## Militaire loopbaan
- Naval Cadet: 15 juli 1885
- Midshipman: 15 november 1887
- Sub-Lieutenant: 14 november 1891
- Lieutenant: 28 augustus 1893
- Commander: 9 november 1900
- Captain: 30 juni 1905
- Rear Admiral: 10 april 1917
- Vice Admiral: 16 mei 1921
- Admiral: 1 maart 1926
- Admiral of the Fleet: 8 mei 1930

## Onderscheidingen
- Ridder Grootkruis in de Orde van het Bad op 3 juni 1930
  - Ridder Commandeur in de Orde van het Bad op 24 april 1918
  - Lid in de Orde van het Bad op 19 juni 1911
- Lid in de Orde van Sint-Michaël en Sint-George op 1 januari 1916
- Orde van Voorname Dienst op 3 juni 1916
- Ridder Grootkruis in de Koninklijke Orde van Victoria op 10 december 1918
  - Commandeur in de Koninklijke Orde van Victoria op 30 maart 1918
  - Lid in de Koninklijke Orde van Victoria op 24 april 1906
- Dagorder op 14 maart 1916
- Baronet op 29 december 1919
- Navy Distinguished Service Medal op 16 september 1919
- Croix de guerre op 23 juli 1918
- Commandeur in het Legioen van Eer op 5 april 1916
- Commandeur in de Orde van de Verlosser op 24 juni 1909
- Commandeur in de Orde van Sint-Mauritius en Sint-Lazarus op 22 juni 1908
- Grootkruis in de Leopoldsorde (België) op 2 augustus 1921
  - Grootofficier in de Leopoldsorde (België) op 23 juli 1918
- Commandeur in de Orde van de IJzeren Kroon (Oostenrijk) op 24 februari 1908
- Grootofficier in de Orde van Mejidie op 4 juni 1908
- Baron op 22 januari 1943
- Medaille voor de Oorlog in China
- Britse Oorlogsmedaille
- Overwinningsmedaille